# Saint-Martin-Boulogne
Saint-Martin-Boulogne è un comune francese di 11 641 abitanti situato nel dipartimento del Passo di Calais nella regione dell'Alta Francia.

## Società

### Evoluzione demografica
Abitanti censiti